# Klaus-Jürgen Baarß

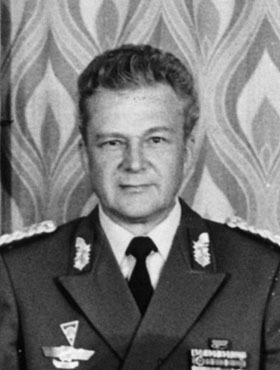
Klaus-Jürgen Baarß, 1986

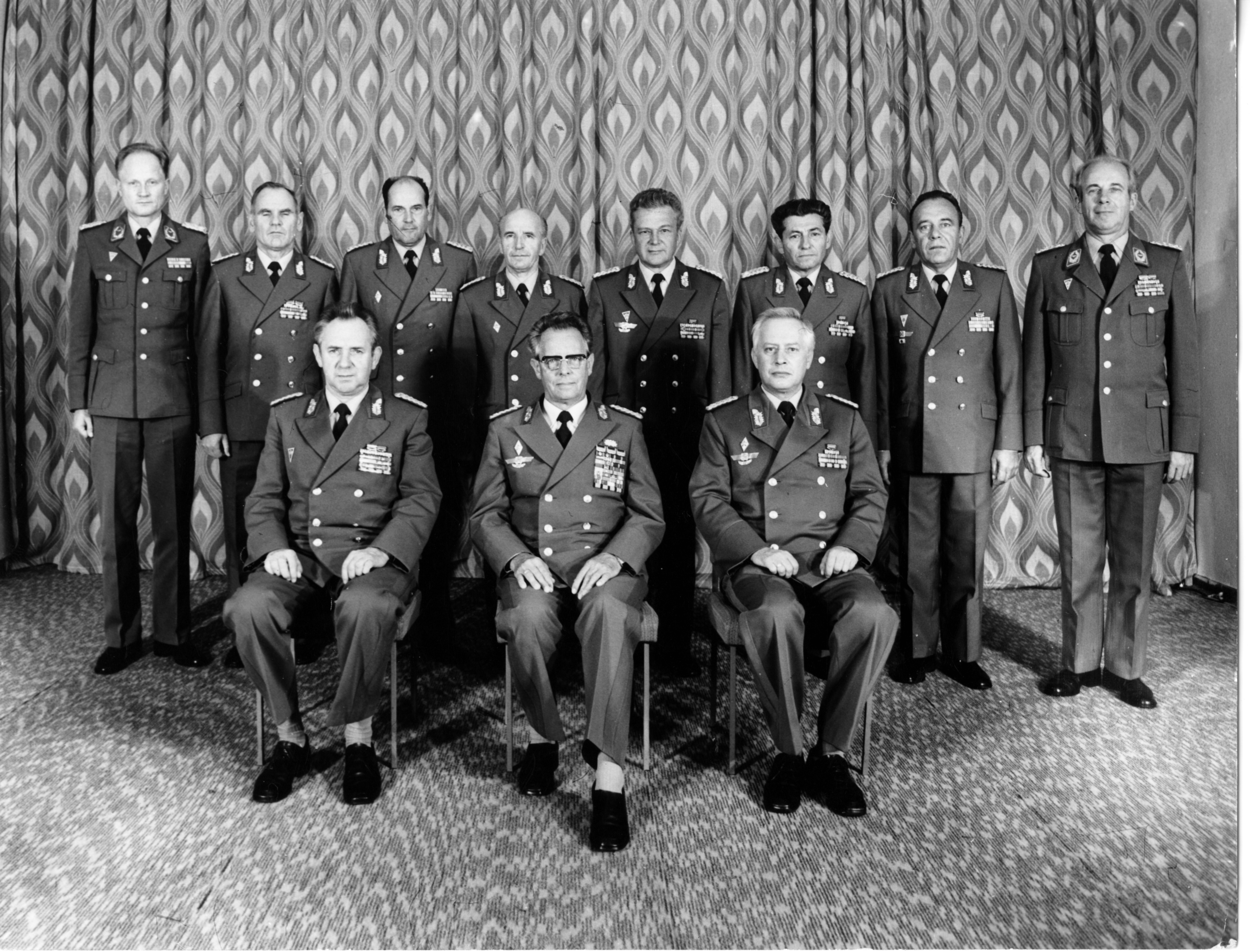
GenLtn Baarß (stehend 5. v.l.) im Kreise des Militärrats Kommando LSK/LV im Jahre 1986.

Klaus-Jürgen Baarß, auch Klaus Baarß (* 8. August 1934 in Schwerin; † 6. Oktober 2017), war ein deutscher Generalleutnant der Nationalen Volksarmee der Deutschen Demokratischen Republik.

## Leben und Werdegang
Klaus Baarß wurde als Sohn eines Mechanikermeisters in Schwerin geboren. Dort erwarb er das Teilabitur in Grundlagenfächern und erlernte von 1949 bis 1952 den Beruf eines Stahlschiffbauers an der Volkswerft Stralsund. 1952 besuchte er einen Lehrgang an der FDJ-Jugendhochschule „Wilhelm Pieck“. Baarß war Mitglied der „Gemeinschaft der Flieger deutscher Streitkräfte e. V.“

## Militärische Laufbahn

### Ausbildung und Verwendungen
Baarß trat am 23. Mai 1952 als Freiwilligenbewerber in die bewaffneten Organe der DDR ein und absolvierte als Kursant einen Lehrgang zur Offiziersausbildung an der Volkspolizeischule in Pirna. Daran schloss sich bis Oktober 1953 die Kommandierung zum Lehrgang X, dem Sonderlehrgang zur Ausbildung zukünftiger Militärpiloten der NVA-Luftstreitkräfte (LSK/LV) an, bei dem er neben der fliegerischen Ausbildung seinen – in Fliegerkreisen üblichen persönlichen Spitznamen „Franz“ – erhielt.
Nach seiner Rückkehr im November 1953 folgte bis 1955 seine erste Verwendung als Staffelkommandeur des Aeroclubs in Cottbus, der Vorläuferorganisation des späteren Jagdfliegergeschwaders 1 (JG-1) der NVA-Luftstreitkräfte. 1954 wurde Baarß Mitglied der SED.
1956 bis 1959 stieg er im Range eines Hauptmanns vom Stellvertreter des Kommandeurs zum Kommandeur des JG-1 auf. Im Anschluss wurde er bis 1960 zum Hochschulstudium an die Militärakademie der Luftstreitkräfte in der Sowjetunion kommandiert.
Nach seiner Rückkehr avancierte Baarß zum Stellvertreter des Kommandeurs für Jagdfliegerkräfte der 3. LVD der NVA-Luftstreitkräfte und von 1965 bis 1968 war er Kommandeur des JG-9. Danach besuchte er bis 1971 die Militärakademie Friedrich Engels in Dresden. Nach erfolgreichem Studienabschluss wurde Oberst Baarß zum Kommandeur des JBG-31 berufen. Diesen Dienstposten hatte er bis 1973 inne. Danach folgte bis 1978 eine Generalstabsverwendung im Kommando LSK/LV als Stellvertretender Leiter Ausbildung Jagdfliegerkräfte der Luftverteidigung. Er war Flugzeugführer und Kampfflieger der Leistungsklasse I mit mehr als 2000 Flugstunden.

### General
Am 7. Oktober 1978 wurde Baarß zum Generalmajor ernannt. Ebenfalls im Jahre 1978 wurde er „Stellvertreter des Chefs LSK/LV für Luftstreitkräfte“. Danach wurde er von 1981 bis 1986 auf den neu geschaffenen Dienstposten Stellvertreter des Chefs LSK/LV für Ausbildung der Front- und Armeefliegerkräfte berufen. Am 1. März 1986 wurde er zum Generalleutnant befördert. Von 1986 bis 1988 hatte er den Dienstposten Stellvertreter des Chefs LSK/LV für Ausbildung Luftstreitkräfte inne.
Von 1988 bis 18. April 1990 war Baarß als Hauptinspekteur der NVA und anschließend bis zu seiner Entlassung aus der NVA am 30. September 1990 als Bevollmächtigter für die Abwicklung der NVA im Ministerium für Abrüstung und Verteidigung tätig.

### Flugunfall
Während seiner Dienstzeit im Kommando LSK/LV erlitt Generalmajor Baarß am 21. Februar 1983 als Pilot einen Flugunfall. So wurde eine MiG-23 MF (Nr. 564, Werksnummer 0390213089) durch einen in der Folge eines Triebwerksschadens entstandenen Brand am Heck der Maschine beschädigt. Baarß landete die Maschine trotzdem sicher. Die Maschine wurde danach als Lehrmittel in die Offiziershochschule der Luftstreitkräfte/Luftverteidigung „Franz Mehring“ nach Kamenz gebracht und befindet sich seit 1993 im Luftfahrtmuseum Köln-Butzweilerhof.

## Orden, Ehrenzeichen und Auszeichnungen
- 1974 Verdienter Militärflieger der Deutschen Demokratischen Republik
- 1988 Vaterländischer Verdienstorden in Silber
- Kampforden „Für Verdienste um Volk und Vaterland“ in Gold
- Verdienstmedaille der Nationalen Volksarmee in Gold
- Medaille der Waffenbrüderschaft in Silber
- Medaille für treue Dienste in der Nationalen Volksarmee in Gold für 20-jährige Dienstzeit

## Veröffentlichungen
- „Luftparade“. Hubschrauber-Parade der Nationalen Volksarmee 1984 über Berlin. 2. Auflage. Mönch, Essen 2002, ISBN 3-941149-07-5.
- Lehrgang X. In geheimer Mission an der Wolga. Verlag Mittler & Sohn GmbH, Hamburg 1995, ISBN 3-8132-0469-3.
- Das Flugplatznetz der DDR aus der Sicht der Militärs. In: Fliegerrevue. Heft 11/1996, S. 36–39.